# Langepas
Langepas è una cittadina della Russia siberiana occidentale, situata nel Circondario Autonomo degli Chanty-Mansi; si trova sulle sponde del piccolo fiume Kajukovskaja, una quindicina di chilometri prima della sua confluenza nell'Ob'. Sorge ad una distanza di circa 900 km a nord di Tjumen', e 550 km ad est del capoluogo Chanty-Mansijsk.
Come tante altre città della zona, è recentissima, essendo stata fondata nel 1980 come centro per l'estrazione e la raffinazione del petrolio; lo status di città arrivò nel 1985.
Il nome della città viene dalla lingua chanti, e significa tana dello scoiattolo; questo animale viene riprodotto anche sullo stemma della città.